# Prezbiterij (kršćanstvo)
Prezbiterij je naziv za svetište u kršćanskim crkvama. To je dio crkve za klerike. Svojstveno mu je da je od ostatka crkve ograđen posebnom ogradom (Bema, kanceli, septum, ikonostas, pričesna klupa) i da je obično za nekoliko stuba povišen od ostalog dijela crkve.